# Tokyo Tales
Tokyo Tales prvi je koncertni album njemačkog power metal sastava Blind Guardian.

## Popis pjesama
1. Inquisition (0:47)
2. Banish From Sanctuary (6:03)
3. Journey Through the Dark (5:12)
4. Traveler In Time (6:32)
5. The Quest For Tanelorn (6:03)
6. Goodbye My Friend (6:28)
7. Time What Is Time (6:42)
8. Majesty (7:48)
9. Valhalla (6:08)
10. Welcome to Dying (5:56)
11. Lost In the Twilight Hall (7:26)
12. Barbara Ann (2:56)

- Bonus pjesma

1. Lord of the Rings (dodatna na japanskom izdanju)

## Zasluge
Blind Guardian
- Hansi Kürsch - vokali i bas-gitara
- André Olbrich - glavna gitara i prateći vokali
- Marcus Siepen - ritam gitara i prateći vokali
- Thomas Stauch - bubnjevi

Dodatni glazbenici
- Thomas "Länglich" Nisch - scenograf
- Sascha Wischnewsky - komercijalizacija
- Dirkie Busche - gitara
- Daniel Kleckers - bubnjevi
- Kalle Trapp - produkcija, zvuk
- Henry Klaere - tour menadžer
- Jogi Cappel - osvjetljenje
- Buffo Schnädelbach - fotografija
- Piet Sielck - pomoćni inženjer

Ostalo osoblje
- Flemming Rasmussen - producent
- Andreas Marschall - omot albuma